# 山北由希夫
山北 由希夫（やまきた ゆきお、1931年? - 2024年2月6日）は、日本の作詞家。東京都新宿区出身。

## 生涯
中央大学経済学部卒業。1958年に雑誌『平凡』の懸賞募集作詞へ入選し、コロムビアより『乙女の十字架』（唄：青山和子）が発売になる。作詞家の松井由利夫に師事し、1961年に『上野発故郷行』（唄：高城丈二、ポリドール）及び『すてきなワルツ』（唄：松山恵子、マーキュリー）でデビューを果たす。その後は松井の紹介で同人誌『新歌謡界』に入門し、ローカル作品コンクールで発表した『夕焼け水車』が入選。そこで曲を付けた川上英一の師匠・吉田矢健治に出会い、1965年1月にはキングレコード専属作詞家となる。後にフリー。
現在はJASRAC評議員、日本作詩家協会事務局長・理事、日本音楽著作家連合常務理事。
2024年2月6日に腹部大動脈瘤破裂のため東京都新宿区の病院で死去。92歳没。
2024年12月30日に第66回日本レコード大賞特別功労賞が授与される。

## 主な作品
- 大月みやこ「なみだ星」
- 春日八郎「花かげの恋」「さよならコペンハーゲン」「嫁ぐ娘に」
- 沢ひろしとTOKYO99「愛のふれあい」「好きなの」「朝日のくちづけ」「さよならまた明日」
- 二宮ゆき子「男心の唄」
- 倍賞千恵子「愛のククル」
- バーブ佐竹「女心の唄」
- ボニージャックス「男次郎長」
- 和田弘とマヒナスターズ「一人静」